# Берёзовка (Карасукский район)
Берёзовка — упразднённая деревня в Карасукском районе Новосибирской области. Входила в состав Чернокурьинского сельсовета. Упразднена в 2002 году.

## География
Располагалась в 7 км к северо-западу от села Морозовка.

## История
Основано в 1907 г. В 1928 году посёлок Берёзовский состоял из 49 хозяйств. В составе Морозовского сельсовета Черно-Курьинского района Славгородского округа Сибирского края.

## Население
В 1928 году в посёлке проживало 228 человек (117 мужчин и 111 женщин), основное население — украинцы.